# برایان برینکلی
برایان برینکلی (انگلیسی: Brian Brinkley؛ زادهٔ ۲۸ دسامبر ۱۹۵۳) شناگر اهل بریتانیا بود.
وی در مسابقات کشوری و بین‌المللی در مجموع برندهٔ ۱ مدال طلا، ۶ مدال نقره، ۶ مدال برنز شده‌است.